# Las Żarski (województwo małopolskie)
Las Żarski – fragment lasu położonego na obszarze południowej części Wyżyny Olkuskiej w północno-wschodniej części gminy Krzeszowice na terenie rezerwatu przyrody Doliny Racławkiki, pomiędzy miejscowościami Żary (na terenie administracyjnej wsi), Paczółtowicami i Racławicami, po wschodniej stronie potoku Racławki i drogi Krzeszowice – Przeginia.
Do początku XIV wieku fragment kompleksu leśnego Hutnica. W XV wieku na wykarczowanych i wypalonych fragmentu lasu powstała osada. Od 1815 do lata 1914 na północnym skraju obszaru leśnego, przebiegała granica dwóch cesarzy – austriackiego i rosyjskiego, jeszcze do dzisiaj tędy przebiega podział obszarów diecezji krakowskiej i kieleckiej, do 1975 powiatu chrzanowskiego i olkuskiego, a obecnie gminy Krzeszowice i gminy Jerzmanowice-Przeginia. W lesie wznosi się szczyt Komarówka.

## Szlaki turystyczne
– żółty szlak Dolinek Jurajskich. Prowadzi przez: Krzeszowice, Dolinę Eliaszówki, klasztor w Czernej, Dębnik, Dolinę Racławki, Paczółtowic, Żary, Szklary, fragment Doliny Będkowskiej, Dolinę Kobylańską, zabytkowy dwór z 3 ćw. XVIII w. w Karniowicach, Dolinę Bolechowicką, Zelków, Wierzchowie, koło Jaskini Mamutowej i Jaskini Wierzchowskiej Górnej, Murowni, następnie przez Ojcowski Park Narodowy (wezęł szlaków), potem przez Dolinę Sąspowską, Sąspów, Kalinów, Maczugę Herkulesa, a szlak kończy swój bieg przy Zamku Pieskowa Skała.